# Desmoscolex annulatus
Desmoscolex annulatus är en rundmaskart som beskrevs av Schhepotieff 1907. Desmoscolex annulatus ingår i släktet Desmoscolex och familjen Desmoscolecidae. Inga underarter finns listade i Catalogue of Life.